# Commissariato dell'Alto Scebeli
Il commissariato dell'Alto Scebeli era uno dei commissariati dell'Africa Orientale Italiana. Istituito nel 1925, faceva parte del governatorato della Somalia. 

## Residenze
Il commissariato comprendeva le seguenti residenze:
- residenza di Bulo Burti
- residenza di Belet Uen
- residenza di Balad
- residenza di El Dere
- residenza di Itala